# 法芬河
5°59′N 44°25′E / 5.983°N 44.417°E
法芬河是埃塞俄比亞的河流，位於該國東部，屬於謝貝利河的支流，流域面積45平方公里，該河流發源自吉吉加西北面約30公里。